# Бодливи сънливци
Бодливи сънливци (Platacanthomyidae) е малко семейство, което включва два съвременни вида обитаващи Китай, Индия и Северен Виетнам. Макар че на външен вид наподобяват на същинските сънливци те нямат пряко родство с тях. Разграничаването от тях може да се проследи по зъбната формула. Бодливите сънливци нямат премолари, но притежават по три чифта дъвкателни зъба, което ги нарежда в родство с останалите гризачи от надсемейство Muroidea.

## Физически белези
Представителите са планински горски дървесни гризачи, които водят нощен начин на живот. Тялото е с дължина 7 – 21,2 cm, а опашката 7,5 – 13,8 cm. Достигат тегло до 100 грама. Опашката е окосмена като на края и космите са по-дълги и образуват подобие на пискюл. Космите по дължината на гърба са по-твърди и остри, поради което са получили и родовото си наименование.

## Класификация
- Семейство Platacanthomyidae
  - Род †Neocometes
    - †Neocometes brunonis
    - †Neocometes orientalis
    - †Neocometes similis

  - Род Platacanthomys
    - †Platacanthomys dianensis
    - Platacanthomys lasiurus

  - Род Typhlomys
    - Typhlomys cinereus
    - †Typhlomys hipparionium
    - †Typhlomys intermedius
    - †Typhlomys macrourus
    - †Typhlomys primitivus